# Удельная орбитальная энергия
Удельная орбитальная энергия ({\displaystyle \epsilon }) в космической механике — удельная орбитальная энергия ({\displaystyle \epsilon }) двух орбитальных тел — это постоянная сумма их взаимной потенциальной энергии ({\displaystyle \epsilon _{p}}) и их общей кинетической энергии ({\displaystyle \epsilon _{k}}), делённая на приведенную массу.
Согласно уравнению сохранения орбитальной энергии (также называемому уравнением вис-вива (vis-viva equation)), она не меняется со временем:
{\displaystyle {\begin{aligned}\epsilon &=\epsilon _{k}+\epsilon _{p}\\&={\frac {v^{2}}{2}}-{\frac {\mu }{r}}=-{\frac {1}{2}}{\frac {\mu ^{2}}{h^{2}}}\left(1-e^{2}\right)=-{\frac {\mu }{2a}}\end{aligned}}}
где
- {\displaystyle v} — относительная орбитальная скорость;
- {\displaystyle r} — орбитальное расстояние между телами;
- {\displaystyle \mu ={G}(m_{1}+m_{2})} — сумма стандартных гравитационных параметров тел;
- {\displaystyle h} — удельный относительный угловой момент в смысле относительного углового момента, делённого на приведённую массу;
- {\displaystyle e} — эксцентриситет орбиты;
- {\displaystyle a} — большая полуось.